# Iwan Lemaire
Pour les articles homonymes, voir Iwan et Lemaire.
Iwan Lemaire, né le 17 janvier 1934 à Verviers (province de Liège) et mort le 24 juin 2012 à Paris 10e, est un réalisateur et auteur de bande dessinée belge.

## Biographie
Iwan Francois Simon Julie Lemaire naît le 17 janvier 1934 à Verviers,. Autodidacte, il se spécialise très tôt dans le film d’animation et la bande dessinée. En 1958, il obtient le premier prix du film expérimental au festival d'Anvers. En 1960, il emporte le prix du phénakistiscope (une des premières inventions d'images animées) de Gérard de Bue, chercheur et cinéaste belge, avec L'Homme, cette dualité, constitué de dessins sur pellicule.
En 1967, il réalise Le Faux Mutant, dessin animé en coproduction avec le Ministère de l’Éducation nationale et de la Culture belge. 
Il crée de nombreux génériques pour des émissions de la RTBF. Il tourne comme réalisateur, des sujets culturels pour l'émission hebdomadaire L'Œil écoute et réalise avec Paul Damblon, trois émissions sur la sexualité.
En tant que comédien, il participe au film de Paul Delvaux, L'Homme au crâne rasé. On le retrouve au théâtre, dans Godefroid de Bouillon de Claude Rappé, puis à la télévision belge, où il tourne dans Le Scoop de Jean-Louis Colmant. Il tourne un téléfilm  pour une coproduction belgo-franco-suisse intitulée Les Amants de la dent blanche, sorti en 2006 et en 2009.
En dehors de sa carrière cinématographique, il publie en 2001 Les Âmes qui parlent, (un livre autobiographique sur ses recherches métaphysiques) et Full revenge, un script de film. En outre, il compose des génériques musicaux. Il est inventeur de jouets (comme le Navira) et le créateur de Titan, une sorte de Tarzan maladroit dont les aventures parurent dans les mini-récits de l’hebdomadaire Spirou qu'il signe sous le nom de plume d'Yvan Lemaire,.
Il vit à Paris à partir 1987 et se consacre jusqu'en 1999 à l’animation et à la confection de storyboards. À partir de 2006, il tourne pour de jeunes réalisateurs : R de Julien Stecker (1998), Les Suppliciés de Athys de Gazlain (2009) - Mystery Squad d'Emmanuel Budillon (2009) et 111 de Pierre B (2009). Il continue également ses recherches sur les états de conscience modifiés.
Il meurt le 24 juin 2012 à Paris 10e, à l'âge de 78 ans.

#### Livres
: document utilisé comme source pour la rédaction de cet article.
- Jean Van Hamme, Introduction à la bande dessinée belge, Bruxelles, Bibliothèque royale de Belgique, 1968, 80 p., ill. ; 26 cm (lire en ligne), p. 33[catalogue] publié à l'occasion de l'exposition La bande dessinée en Belgique, Bibliothèque Albert Ier, [Bruxelles], du 29 juin au 25 août 1968.